# الحلي الظاهرة
الحلي الظاهرة (بالفرنسية: Les Bijoux indiscrets)‏ هي رواية إباحية كتبها دنيس ديدرو.